# Arubolana imula
Arubolana imula là một loài động vật giáp xác thuộc họ Cirolanidae, đặc hữu của Aruba.